# 1915–1916-os osztrák labdarúgó-bajnokság (első osztály)
Az 1915–1916-os osztrák labdarúgó-bajnokság az osztrák labdarúgó-bajnokság legmagasabb osztályának ötödik alkalommal megrendezett bajnoki éve volt. 
A pontvadászat 10 csapat részvételével zajlott. A bajnokságot a Rapid Wien csapata nyerte.  

## A bajnokság végeredménye
| #  | Csapat            | M  | Gy | D | V  | RG | KG | P  |
| -- | ----------------- | -- | -- | - | -- | -- | -- | -- |
| 1  | SK Rapid Wien     | 18 | 15 | 1 | 2  | 87 | 26 | 31 |
| 2  | Floridsdorfer AC  | 18 | 14 | 1 | 3  | 51 | 18 | 29 |
| 3  | Wiener AF         | 18 | 12 | 2 | 4  | 65 | 24 | 26 |
| 4  | Wiener AC         | 18 | 12 | 2 | 4  | 64 | 35 | 26 |
| 5  | SC Rudolfshügel   | 18 | 10 | 2 | 6  | 54 | 39 | 22 |
| 6  | SC Wacker         | 18 | 6  | 6 | 6  | 28 | 34 | 18 |
| 7  | Wiener Amateur SV | 18 | 6  | 2 | 10 | 23 | 46 | 14 |
| 8  | Wiener SC         | 18 | 3  | 1 | 14 | 28 | 49 | 7  |
| 9  | 1. Simmeringer SC | 18 | 2  | 0 | 16 | 18 | 91 | 4  |
| 10 | ASV Hertha        | 18 | 1  | 1 | 16 | 12 | 68 | 3  |

- A Rapid Wien az 1915-16-os szezon bajnoka.